# Gunnilbo socken
Gunnilbo socken i Västmanland ingick i Skinnskattebergs bergslag, ingår sedan 1971 i Skinnskattebergs kommun och motsvarar från 2016 Gunnilbo distrikt.
Socknens areal är 227,10 kvadratkilometer, varav 205,80 land. År 2000 fanns här 432 invånare. Orten Färna samt sockenkyrkan Gunnilbo kyrka ligger i socknen. 

## Administrativ historik
Gunnilbo socken bildades omkring 1580 genom en utbrytning ur Odensvi socken, tidigt benämnd Odensvi fjärding.
Vid kommunreformen 1862 övergick socknens ansvar för de kyrkliga frågorna till Gunnilbo församling och för de borgerliga frågorna till Gunnilbo landskommun. Landskommunens inkorporerades 1952 i Skinnskattebergs landskommun som 1971 uppgick i Skinnskattebergs kommun. Församlingen uppgick 2006 i Skinnskatteberg med Hed och Gunnilbo församling.
1 januari 2016 inrättades distriktet Gunnilbo, med samma omfattning som församlingen hade 1999/2000.
Socknen har tillhört fögderier, tingslag och domsagor enligt vad som beskrivs i artikeln Skinnskattebergs bergslag.  De indelta soldaterna tillhörde Västmanlands regemente, Bergslags (Bergs) kompani.

## Geografi
Gunnilbo socken ligger norr om Köping kring Gunnilboån med sjöarna Långsvan och Lillsvan i väster. Socknen är en kuperad sjörik skogsbygd.

## Fornlämningar
Lösfynd från stenåldern är kända samt flera öar in sjöarna Långsvan och Lillsvan bär spår efter järnutvinning från sjömalm. Socknen är bebodd sedan medeltiden och från och med denna tid och framåt finns cirka tio lämningar av stångjärnshammare.

## Namnet
Namnet (1403 Gunillabodhom) kommer från kyrkbyn. Förleden är kvinnonamnet Gunhild och efterleden är plural av bod.

## Befolkningsutveckling
| Befolkningsutvecklingen i Gunnilbo socken 1750–1990                                                     | Befolkningsutvecklingen i Gunnilbo socken 1750–1990 | Befolkningsutvecklingen i Gunnilbo socken 1750–1990 | Befolkningsutvecklingen i Gunnilbo socken 1750–1990 | Befolkningsutvecklingen i Gunnilbo socken 1750–1990 |
| --- | --------------------------------------------------- | --------------------------------------------------- | --------------------------------------------------- | --------------------------------------------------- |
| |                                                     |                                                     |                                                     |                                                     |
| År |                                                     |                                                     | Folkmängd                                           |                                                     |
| 1750 | 1750                                                |                                                     | 1 228                                               |                                                     |
| 1760 | 1760                                                |                                                     | 1 232                                               |                                                     |
| 1769 | 1769                                                |                                                     | 1 285                                               |                                                     |
| 1780 | 1780                                                |                                                     | 1 261                                               |                                                     |
| 1790 | 1790                                                |                                                     | 1 293                                               |                                                     |
| 1800 | 1800                                                |                                                     | 1 296                                               |                                                     |
| 1810 | 1810                                                |                                                     | 1 236                                               |                                                     |
| 1820 | 1820                                                |                                                     | 1 321                                               |                                                     |
| 1830 | 1830                                                |                                                     | 1 451                                               |                                                     |
| 1840 | 1840                                                |                                                     | 1 462                                               |                                                     |
| 1850 | 1850                                                |                                                     | 1 633                                               |                                                     |
| 1860 | 1860                                                |                                                     | 1 512                                               |                                                     |
| 1870 | 1870                                                |                                                     | 1 807                                               |                                                     |
| 1880 | 1880                                                |                                                     | 2 023                                               |                                                     |
| 1890 | 1890                                                |                                                     | 2 280                                               |                                                     |
| 1900 | 1900                                                |                                                     | 1 775                                               |                                                     |
| 1910 | 1910                                                |                                                     | 1 655                                               |                                                     |
| 1920 | 1920                                                |                                                     | 1 429                                               |                                                     |
| 1930 | 1930                                                |                                                     | 1 149                                               |                                                     |
| 1940 | 1940                                                |                                                     | 943                                                 |                                                     |
| 1950 | 1950                                                |                                                     | 785                                                 |                                                     |
| 1960 | 1960                                                |                                                     | 715                                                 |                                                     |
| 1970 | 1970                                                |                                                     | 487                                                 |                                                     |
| 1980 | 1980                                                |                                                     | 426                                                 |                                                     |
| 1990 | 1990                                                |                                                     | 435                                                 |                                                     |
| Anm: Källor: Umeå universitet - Tabellverket 1749-1859, Demografiska databasen, CEDAR, Umeå universitet |                                                     |                                                     |                                                     |                                                     |